# Epalzeorhynchos munense
Epalzeorhynchos munense (Syn.: Epalzeorhynchos munensis, Labeo munensis) ist ein Süßwasserfisch aus der Gattung Epalzeorhynchos in der Familie der Karpfenfische (Cyprinidae) und stammt aus Südostasien.

## Merkmale
Epalzeorhynchos munense erreicht eine maximale Standardlänge von 9,3 Zentimeter. Der Körper ist langgestreckt und seitlich stark abgeflacht. Das Maul und die Augen sind klein. Die Rostralbarteln sind etwa so lang wie der Augendurchmesser, die Maxillarbarteln sind etwa um die Hälfte länger. Kopf und Körper sind schwarz, Smith nennt in seiner Erstbeschreibung die generelle Färbung eines vor etwa 8 Jahren konservierten Exemplars rötlichbraun, unterseits cremeweiß. Die Afterflosse ist schwarz. Fishbase beschreibt die Rückenflosse als rot und die Brust- und Bauchflossen mit schwarzem Rand, allerdings werden in anderer Quelle die Rückenflosse, die Bauchflossen und die Afterflosse als nahezu schwarz mit weißen oder orangem Rand angegeben. Smith beschreibt die Rückenflosse als blauschwarz mit blassen Spitzen an den vorderen Flossenstrahlen, die Afterflosse als schwarz mit blassem vorderem Rand, die Bauchflossen als blass an der Basis, schwarz am mittleren Teil und mit weißem Rand. Die Brustflossen sind nach Smith transparent. Die Schwanzflosse beschreibt Smith als rein weiß, wohl deshalb wurde seit der Erstbeschreibung kein entsprechendes Exemplar der Art mehr gefunden. Es scheint, dass konservierte Exemplare nach drei Monaten die rote Pigmentierung der Schwanzflosse verlieren, in der Folge wird die Schwanzflosse weiß. Der Holotyp wurde jedoch schon 8 Jahre vor der Beschreibung durch Smith von einem Forst Offizier gesammelt. Die Lebendfärbung der Schwanzflosse ist wohl ein leuchtendes rot.
Die Rückenflosse wird durch 11 bis 12 geteilte Weichstrahlen gestützt. Auf der Vorderseite des ersten Kiemenbogens sitzen 26 bis 30 Kiemenreusendornen. Die Seitenlinie ist nahezu gerade, entlang einer Laterallinie sitzen 36 Schuppen.

## Verbreitung
Epalzeorhynchos munense ist in Südostasien beheimatet. Das Verbreitungsgebiet erstreckt sich über Thailand, Laos und Kambodscha. Er kommt im Flussgebiet des Mekong, des Mae Nam Chao Phraya und des Mae Nam Mae Klong vor.

## Lebensraum und Lebensweise
Epalzeorhynchos munense lebt in mittlerer Wassertiefe und am Grund von Flüssen und Strömen. Dort kann die Art zwischen Geröll und Felsen gefunden werden. Während der Flutsaison dringt sie in überschwemmte Wälder vor und kehrt mit sinkendem Wasserstand in die Flüsse zurück. Die Nahrung von Epalzeorhynchos munense besteht aus Phytoplankton und Zooplankton.

## Nutzung
Epalzeorhynchos munense wird mit Ringwaden, Wurfnetzen und Stellnetzen gefangen. In Kambodscha, entlang des Tonle Sap Flusses wird Epalzeorhynchos munense als Zutat für die Fischpaste Prahok verwendet. Die Art gelangt nur selten als Zierfisch in den Handel. Fischfarmen die Epalzeorhynchos munense vermehren sind nicht bekannt, somit kann ausschließlicher Wildfang angenommen werden.

## Gefährdung
Der Bestand an Epalzeorhynchos munense ist in den letzten 10 Jahren aufgrund von Habitatdegradation und zunehmender Umweltverschmutzungen im Verbreitungsgebiet um 30 Prozent zurückgegangen. Die IUCN stuft die Art deshalb als gefährdet (VU Vulnerable) ein.